# Хурикой
Хурикой (чечен. Хьуьрика) — покинутый аул в Итум-Калинском районе Чеченской Республики.

## География
Расположен на правом берегу реки Посмэхк, к северо-западе от районного центра Итум-Кали.
Ближайшие развалины бывших сёл: на северо-западе — бывшие аулы Калгой, Джанайхой и Пешхой, на северо-востоке — бывшие аулы Энисты, Медархой, Боуторхой и Басхой, на юго-западе — бывшие аулы Чохой и Дажни, на юго-востоке село Гухой и бывшее село Узматкалой.